# Syväjärvi (sjö i Finland, Kymmenedalen, lat 60,68, long 27,55)
Syväjärvi är en sjö i Finland. Den ligger i kommunen Miehikkälä i landskapet Kymmenedalen, i den södra delen av landet, 150 km öster om huvudstaden Helsingfors. Syväjärvi ligger 39 meter över havet. I omgivningarna runt Syväjärvi växer i huvudsak blandskog. Arean är 33,1 hektar och strandlinjen är 2,89 kilometer lång. Sjön  ingår i Virojokis huvudavrinningsområde. 